# Kvark s
Kvark s označovaný též jako podivný (z anglického strange) je elementární částice. Jedná se o jednu z vůní kvarků.

## Historie
První výskyt podivné částice byl pozorován již v roce 1947 v souvislosti s kaony. Tato částice byla ztotožněna s podivným kvarkem po vytvoření kvarkového modelu Gell-Manem a Zweigem v roce 1964.

## Vlastnosti
- symbol: s
- klidová hmotnost: ≈ 100 MeV/c2
- elektrický náboj: −1/3 e
- spin: ½, jde tedy o fermion
- Je řazen do tzv. 2. generace kvarků.
- Není běžnou součástí hmoty.

## Příklady částic obsahujících kvark
- K+ – {\displaystyle u{\overline {s}}}
- K− – {\displaystyle s{\overline {u}}}
- K0 – {\displaystyle (d{\overline {s}}\pm s{\overline {d}})/{\sqrt {2}}}
- Ω− – {\displaystyle sss}